# 大江大海一九四九
《大江大海一九四九》是台湾作家龙应台于2009年发月天下雜誌出版，从文学的角度细诉1949年國共內戰前後的相关历史。龙应台经过十年酝酿、耗时400天，走过长春、南京、沈阳、马祖、台东、屏东等地，拜访了许多国共内战幸存者。 
2009年9月18日，龙应台在香港大学举办此书发布会。她表示，她发表本书的目的不是为了控诉，也不是为了谴责，而是为了“向所有被时代践踏、侮辱、伤害的人致敬”。她说，她希望这本书可以达到三个目的：第一，纪念千千万万个为了“一将功成”而死去的“万骨枯”；第二，她要通过这本书，向与她母亲一样历尽艰辛的一代幸存者说一声“谢谢”；最后，她希望对这段历史没兴趣的年轻人了解历史，避免历史重演。她表示，她特别希望中国大陆读者看到本书。但据香港媒体报道，該書因涉及话题敏感（例如其中提到，共军用民工打前锋，直到国军打到手软），又適逢中華人民共和國成立60週年慶典前夕，而在中国大陆被禁止發行。

## 反應
2009年10月，三立電視首度與龍應台及導演王小棣合作的纪录片《目送一九四九》，拍攝龍應台寫作《大江大海一九四九》的訪談過程。 
2009年11月8日，台灣獨立運動人士彭明敏投書《自由時報》發表讀後感，肯定《大江大海一九四九》「人道的公平」和「良知的誠實」，但認為此書不能成台灣內部族群對立的治癒劑，認為本省人與外省人應該「建立健全的『共同命運』意識，揚棄陳腐的中國迷思，大家認同此島為唯一永久的祖國，共同努力建立人權、自由、民主、小而美的國家，有必要時共同犧牲而防衛愛護之」。
2009年11月17日，《大江大海一九四九》受訪者之一中華民國副總統蕭萬長說，二二八事件受難醫師潘木枝的後代因為此書而寫了一封信給他，目前他與潘家都保持聯繫。此書記載，二二八事件時，8歲的蕭萬長在嘉義親眼目睹救命恩人潘木枝遭槍決。
2010年8月26日，作家李敖之子李戡認為，《大江大海一九四九》找題材有問題，缺乏一些歷史底蘊；龍應台應該多一些歷史底蘊，而非只摘取某些人物素材作為該書內容。2010年8月29日，李敖在上海談禁書時說，雖然《大江大海一九四九》書中存有「毒素」，但此書不應被禁。
2011年1月11日，作家張大春在《台灣蘋果日報》的專欄指出，龍應台採用的「速食史學」，以文學手法拼貼了許多簡陋而斷碎的史料，用以掩飾她空洞虛無的史觀。《大江大海一九四九》第17節「棲風（鳳）渡一別」記述澎湖七一三事件與山東流亡學生的部份史實，當年的流亡學生黃端禮質疑是捏造的、充滿錯誤，向龍應台二次抗議，但沒有得到回應；這些資料由張玉法提供，黃端禮曾以信件向張玉法指出其錯誤，張大春曾將此信公布在他在《中時電子報》的部落格上。
2011年2月，李敖的著書《大江大海騙了你：李敖祕密談話錄》，以一問一答的手法駁斥《大江大海一九四九》內容。《大江大海騙了你》書中舉證龍應台引用的史實有錯，並认为龙应台用另外一个形式来延续蔣中正的思想，将国军的错误归咎于共军。2011年2月11日《大江大海騙了你》新書發表會，李敖說，《大江大海一九四九》就像鈕扣，第一顆扣錯了，接下來就全錯；《大江大海騙了你》是他花了40天、寫了24萬字的書，要證明《大江大海一九四九》哪裡錯了。 
2011年2月23日，龍應台接受《天下雜誌》主筆陳一姍專訪時表示，在中國大陸，《大江大海一九四九》盜版的氾濫程度，包括網路上不計其數的電子書版；她甚至發現，有人把電子書版拿去App Store上架販售，下載一次要價9.99美元，「真是難以置信」。
2011年3月19日，前民主進步黨文宣部主任陳文茜說，李敖以一生歷史知識，40天完成《大江大海騙了你》，駁斥龍應台400天撰書的《大江大海一九四九》；李敖的史料當然比龍應台正確太多，《大江大海一九四九》書中錯誤之處「大概學中國近代史的人都可挑出毛病」，但她肯定龍應台為了悼念已逝的父親與已失憶的母親而盡心書寫的孝心。
2012年1月31日，龍應台表示，在大時代的悲劇下，萬物為芻狗，她寫《大江大海一九四九》就是想釐清這層關係，「台灣這幾年的藍綠對立，其實跟看不見彼此的傷口有關」。
2012年6月，《大江大海一九四九》在日本發行日文版《台灣海峽一九四九》，天野健太郎譯，白水社出版，是該書第一個外語版本、龍應台作品的第一個日文譯本，被《朝日新聞》評選為年度好書。2013年2月，日本最大連鎖書店紀伊國屋書店公布「人文大賞2012」，《台灣海峽一九四九》是30本年度大賞作品之一、而且是唯一華人作品。龍應台回應，許多日本人只知道台灣曾經是日本殖民地，對於國共內戰始末、戰時抓兵、戰後沒有給予台籍傭兵撫卹賠償等歷史一無所知。
2012年6月7日，前民主進步黨立法委員林濁水在《台灣蘋果日報》的專欄指出，如果關心台灣的族群問題與轉型正義，《大江大海一九四九》與龍應台另一本書《請用文明來說服我》是「非讀不可」的書。
2013年3月14日，國立臺灣大學音樂學研究所教授沈冬說，她研究已故作曲家周藍萍的一生，「龍應台寫《大江大海》這本書，我正在做音樂的《大江大海》」。
2015年9月27日，前生活·讀書·新知三聯書店總編輯李昕在《橙新聞》披露，2014年龍應台作品的中國大陸版權突然從生活·讀書·新知三聯書店轉交廣西師範大學出版社，原因是《大江大海一九四九》「全部同情都在國民黨（失敗者）一方」，根據中華人民共和國出版物審查制度，中國大陸所有出版社都難以安排出版這種政治導向的作品，「我覺得，可能就是由於此書未出版，令她感到失望；很快，她和三聯的合作也便結束了」。李昕表示，龍應台單方面與三聯書店解約，沒有作出任何回應或解釋，「那種決絕、那種反常、那種不近人情，令人詫異、百思不得其解」；龍應台可能以出版《大江大海一九四九》作為與廣西師範大學出版社合作的基本條件，但廣西師範大學出版社也沒有出版《大江大海一九四九》。
2015年11月，已故南京大學歷史系教授高华文集《历史学的境界》“读书有感”章节里写道，“龙应台不回避、不遮掩，以赤子之心，将她对公平正义的立场和态度，完全无保留地展现在公众面前；分量之重，超过了任何宏篇大论。”
2019年2月，印刻出版發行《大江大海一九四九》十週年紀念版，收錄十週年序〈以記憶還給記憶，以尊嚴還給尊嚴〉。